# Cyrus Engerer
Cyrus Engerer là một chính khách người Malta, được biết đến với quan điểm công khai về Quyền công dân và Bản sắc dân tộc của Malta. Ông là Đặc phái viên của Thủ tướng tại Liên minh Châu Âu  và cũng là ứng cử viên cho Bầu cử Nghị viện châu Âu 2019 thay mặt cho Đảng Lao động.

## Tuổi thơ và sự nghiệp
Engerer đã đọc Bằng danh dự về Nghiên cứu châu Âu và Truyền thông tại Viện Nghiên cứu châu Âu thuộc Đại học Malta với luận án mang tên "Vai trò của Nghị viện châu Âu: Sự phát triển, Hiến pháp và Triển vọng Tương lai".
Sau khi tốt nghiệp thành công bằng cấp đầu tiên, Engerer đã được trao học bổng và lấy bằng thạc sĩ chính trị châu Âu tại Collage of Europe ở Bruges, Bỉ với luận án ‘Malta châu Âu: Các Đảng chính trị và các chiến dịch bầu cử.
Lĩnh vực chuyên môn của Engerer là Tài trợ của EU, nơi ông đóng vai trò là cố vấn của Quỹ EU cho các Bộ, Hội đồng Địa phương và NGO khác nhau. Sau khi tốt nghiệp, Engerer bắt đầu sự nghiệp chuyên nghiệp của mình với tư cách là Giám đốc Dự án cho các dự án do EU tài trợ tại Phòng Điều phối Kế hoạch và Ưu tiên trong Văn phòng Thủ tướng. Sau đó, ông gia nhập Ủy ban chỉ đạo và hành động Malta-EU (MEUSAC) với tư cách là cố vấn thông tin chính sách và điều phối truyền thông của EU. Năm 2013, Engerer đã tham gia Ban Thư ký riêng của Thư ký Nghị viện cho Chủ tịch EU và Tài trợ của EU, Tiến sĩ Ian Borg. Năm 2014, ông được bổ nhiệm làm Đặc phái viên của Thủ tướng tại Liên minh châu Âu.